# کونتور سینقا (جونین)
کونتور سینقا (به اسپانیایی: Kuntur Sinqa) یک کوه در پرو است که در Peru, Junín Region واقع شده‌است. کونتور سینقا ۴٬۰۰۰ متر بالاتر از سطح دریا واقع شده‌است.